# Уэйтемата-Харбор
Уэйтемата-Харбор (Waitematā Harbour) — гавань в Новой Зеландии в центре города Окленд.
Площадь акватории — 180 км² (70 кв. миль). Средняя глубина судоходных каналов — 11,9 м (6,5 морских саженей).
Гавань сформировалась при затоплении долин, прорезающих горные породы миоценового возраста. В прибрежной зоне распространены илистые отмели, поросшие манграми.
В 1959 году через гавань перекинут мост Харбор-Бридж, соединяющий мысы Эрин и Стоукс.
В гавани, 29 января каждого года, проводится крупнейшая однодневная регата.

## Галерея

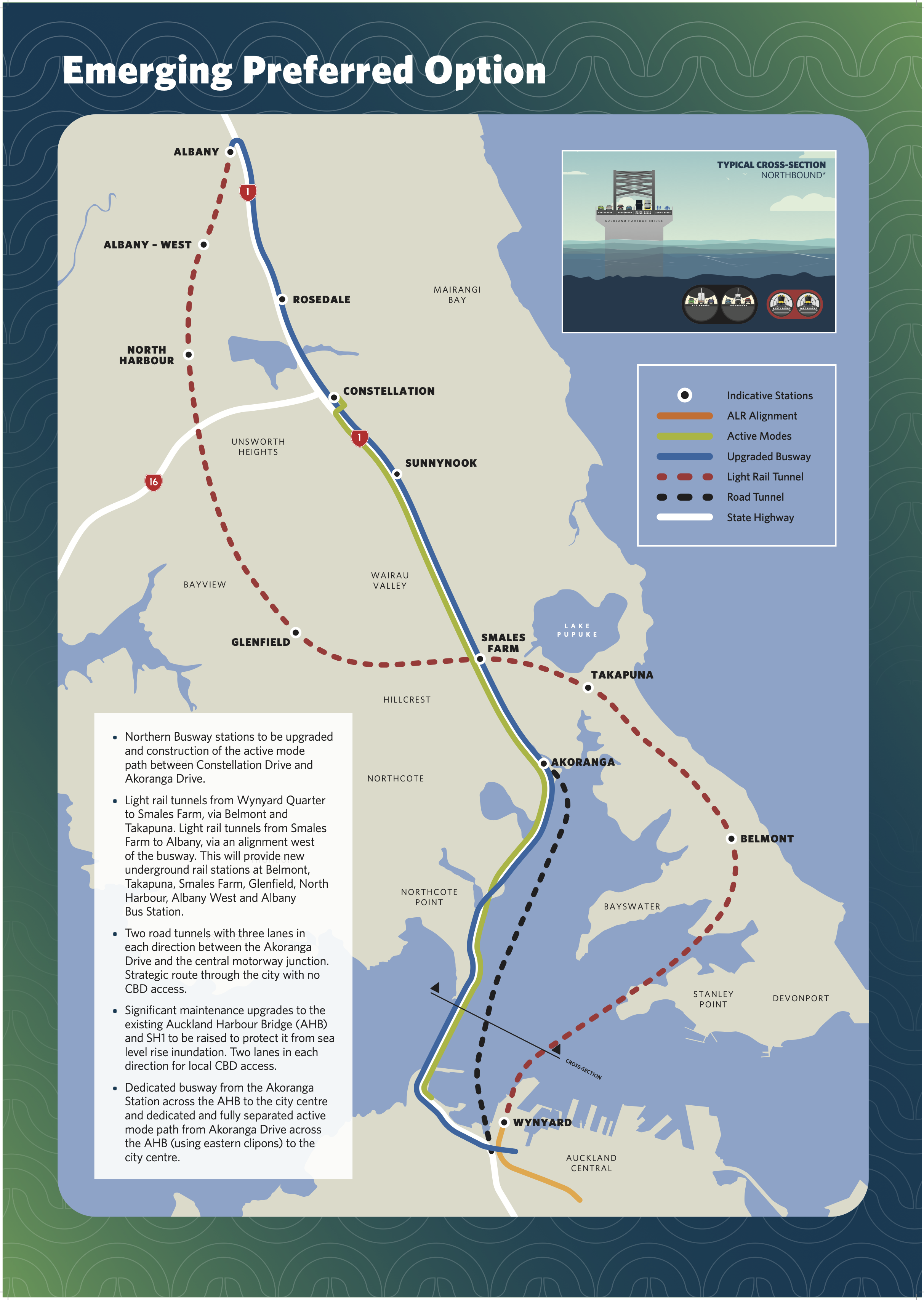
План-карта гавани Вайтемата и проложенных через неё транспортных линий
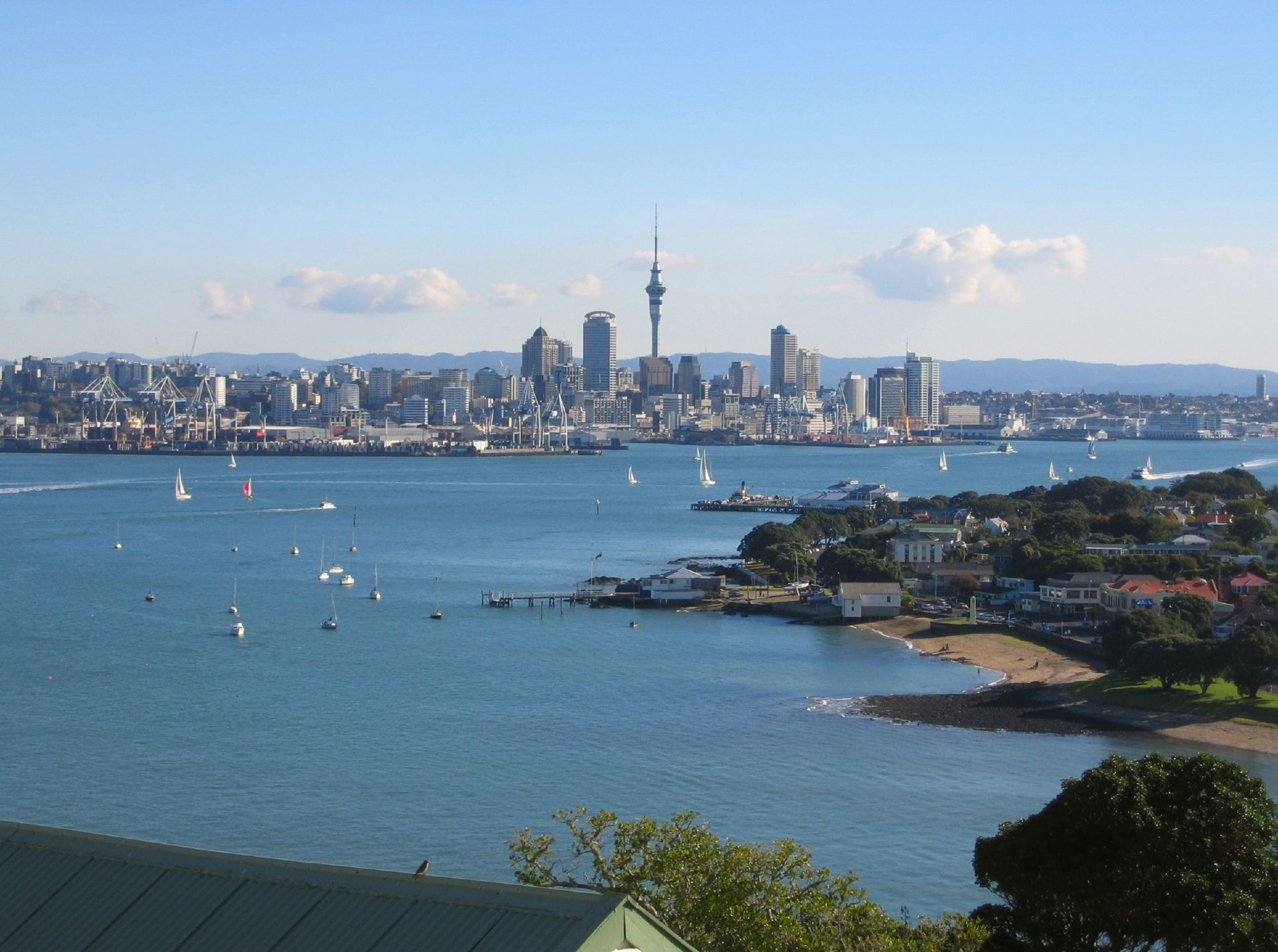
Окленд
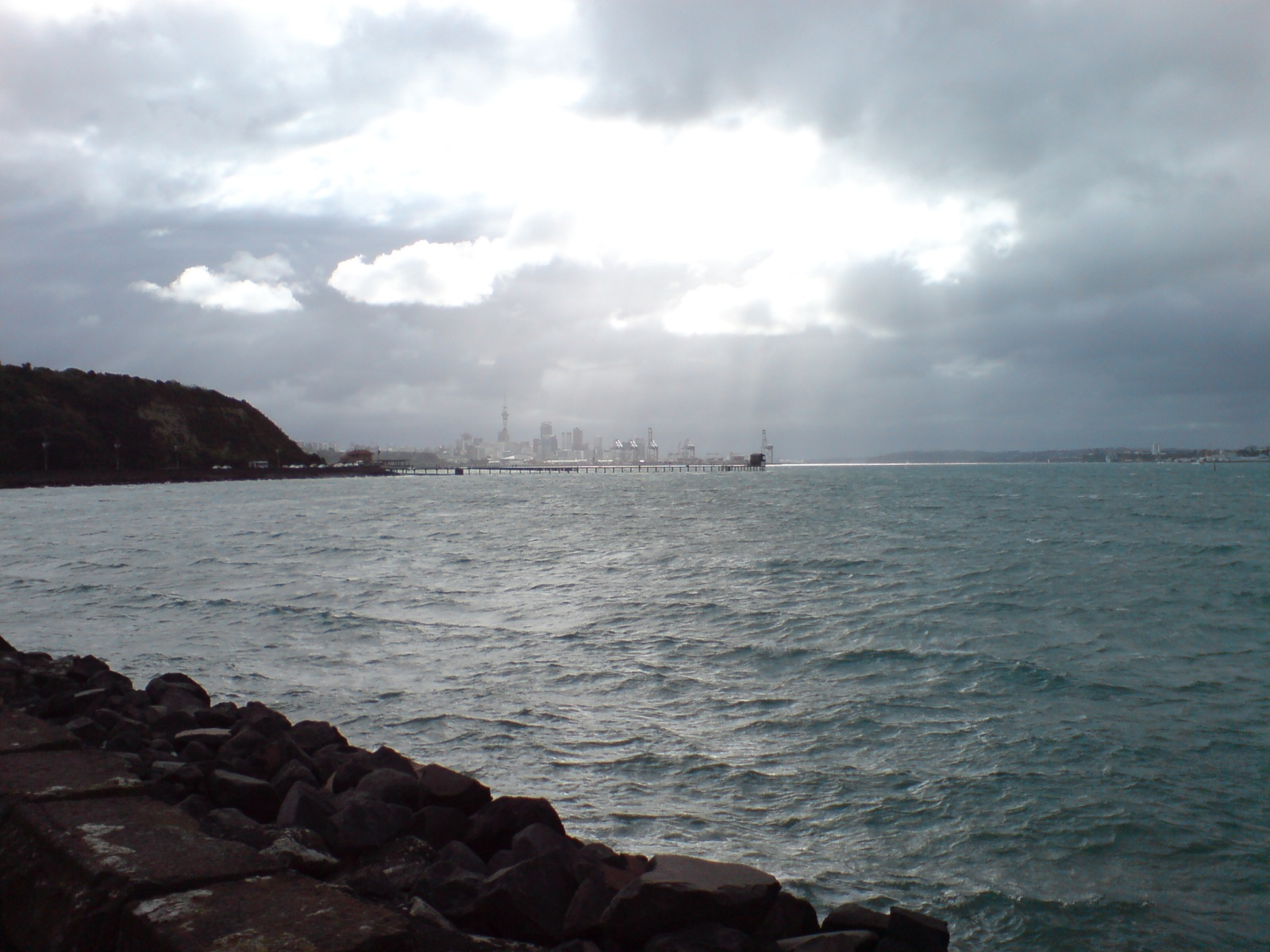
Побережье залива Вайтемата
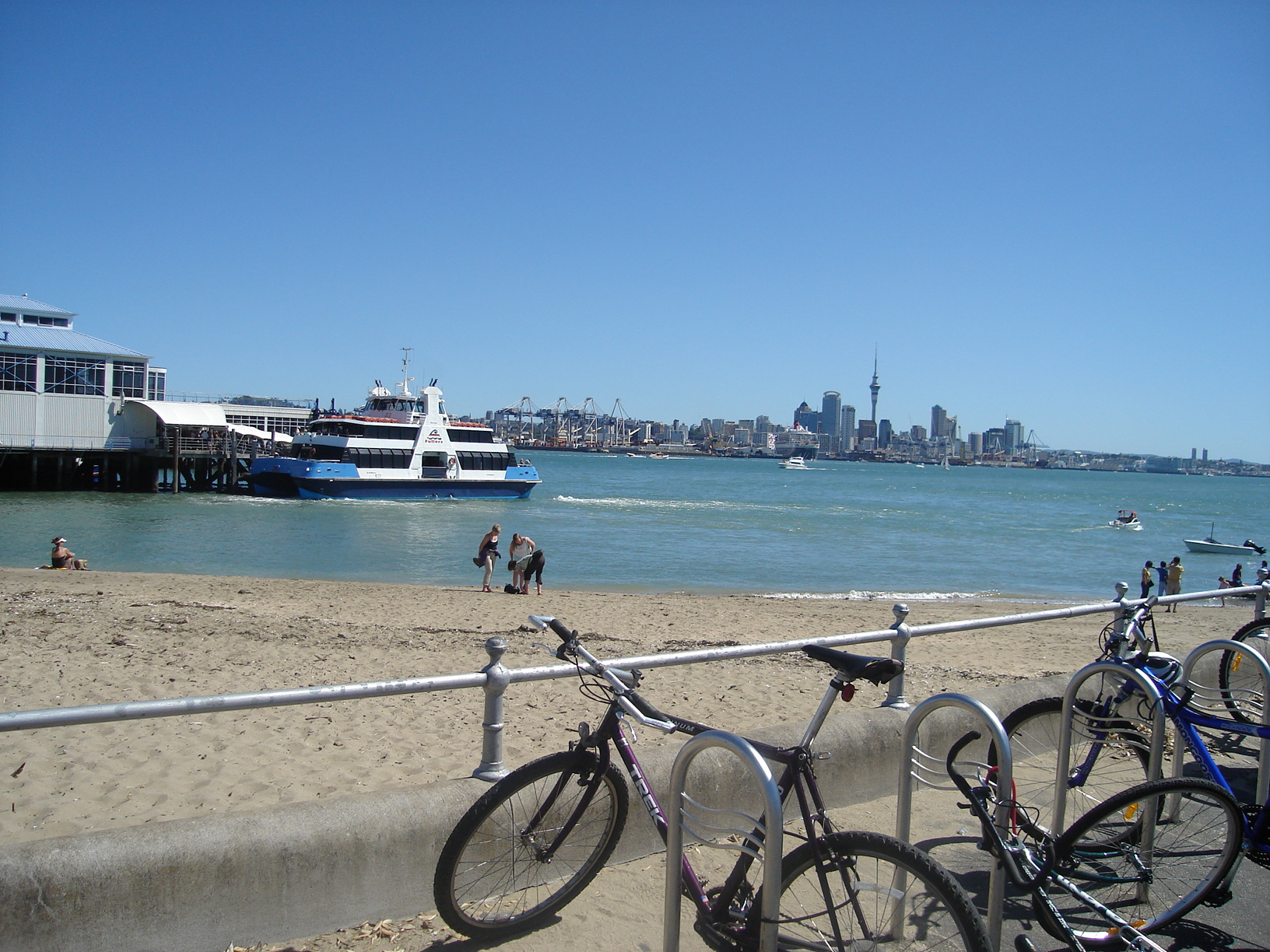
Вид на Окленд со стороны Девонпорта
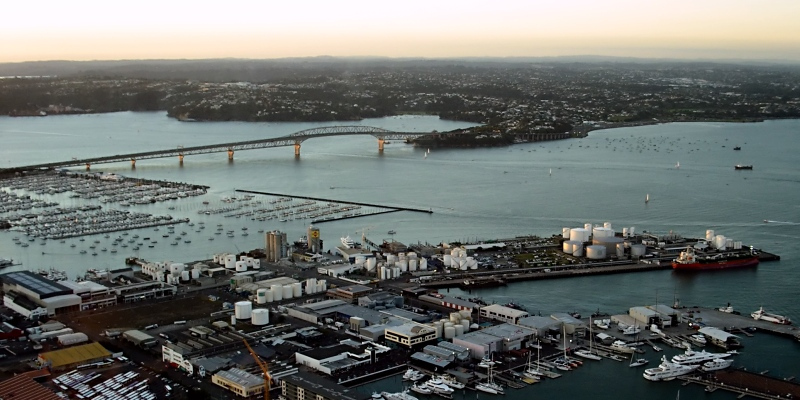
Вид на Оклендский городской мост